# Aberdeen-Brevier

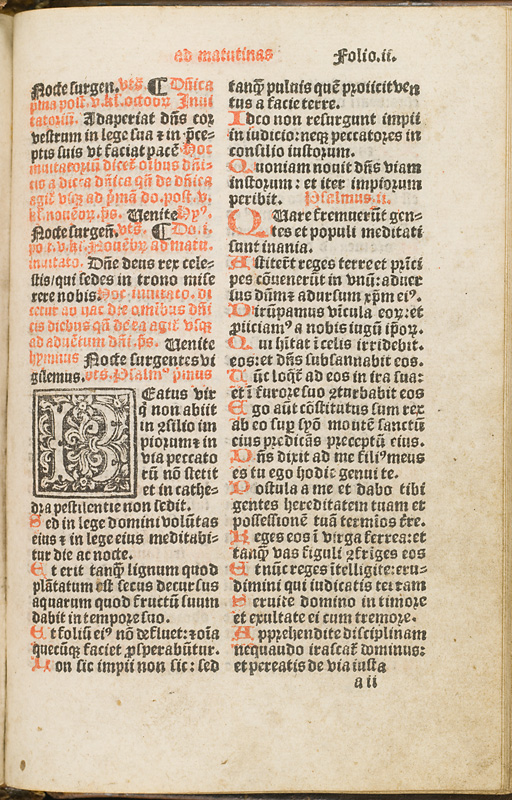
Eine Seite des Psalters des Aberdeen-Breviers von 1509

Das Aberdeen-Brevier (lat.: Brevarium Aberdonense) ist ein aus dem Schottland des 16. Jahrhunderts stammendes katholisches Brevier. Es gilt als das erste in Schottland gedruckte Buch.

## Entstehung
Die Entstehung des Aberdeen-Breviers im frühen 16. Jahrhundert wird als Anzeichen eines wachsenden schottischen Nationalbewusstseins angesehen. Jakob IV. wünschte sich ein schottisches Gegenstück zum englischen Sarum-Usus.
Da sich in Schottland zu jenem Zeitpunkt noch keine Druckpresse befand, beauftragte er die Buchhändler Walter Chepman und Androw Myllar aus Edinburgh, eine solche für diesen Zweck zu beschaffen.
Um das Brevier zu erstellen, bat Jakob den Bischof von Aberdeen, Wilhelm Elphinstone, um Hilfe. Elphinstone wiederum zog den Gelehrten und Historiker Hector Boece hinzu, der ihm, 12 Jahre zuvor und mit königlicher Genehmigung, behilflich war die Universität von Aberdeen zu gründen. Elphinstone und Boece begannen ihr Unterfangen im Jahr 1509, was im Jahr 1510 zum ersten Druck des Breviers im Oktavformat führte.